# Halbemond
Halbemond ist eine Gemeinde in der Samtgemeinde Hage im Landkreis Aurich in Ostfriesland. Halbemond hat 958 Einwohner und erstreckt sich auf einer Fläche von 6,55 Quadratkilometern.
In Halbemond befindet sich das Motodrom Halbemond, in dem Speedwayrennen (Motorradsport) stattfinden. Der deutsche Motorsportler Egon Müller wurde dort am 4. September 1983 als erster und bisher einziger Deutscher Speedwayweltmeister.

## Name
Der Ortsname Halbemond geht wahrscheinlich auf eine falsche Eindeutschung des ostfriesischen Halvemaanland (Halbes Allmendeland) zurück.
Bereits in der ostfriesischen Landkarte Tabula Frisiae Orientalis von 1730 wird der Ort Halbe Mond erwähnt. Der Begriff Monde bedeutet im Altfriesischen Gemeinschaft, verwandt mit dem Begriff Allmende (Gemeindegut), und bezeichnet Land, das allen Gemeindemitgliedern innerhalb einer Gemarkung gehört. Die Halbemonder gruben und wirtschafteten hier auf gräflichem Grund und zahlten damit ihre Pacht. Je weiter sie sich ins Moor vorgruben, desto weiter überschritten sie die markierten Grenzen und nahmen nach altem Recht Niemandsland in Besitz, das sie vermutlich aufgrund ihres Vertrages mit dem „Investor“ teilen mussten. Sie waren also halb Eigentümer, halb Pächter.
Eine weitere Deutung des Namens leitet sich von der halbmondförmigen Gestalt des Dorfes her.

## Politik

### Gemeinderat
Der Rat der Gemeinde Halbemond besteht aus elf Ratsfrauen und Ratsherren. Dies ist die festgelegte Anzahl für die Mitgliedsgemeinde einer Samtgemeinde mit einer Einwohnerzahl zwischen 1001 und 3000 Einwohnern. Die elf Ratsmitglieder werden durch eine Kommunalwahl für jeweils fünf Jahre gewählt. Die laufende Amtszeit begann am 1. November 2021 und endet am 31. Oktober 2026.
Die letzte Kommunalwahl vom 12. September 2021 ergab das folgende Ergebnis:
| Partei                         | Anteilige Stimmen | Anzahl Sitze |
| ------------------------------ | ----------------- | ------------ |
| SPD                            | 54,38 %           | 6            |
| Freie Wählergemeinschaft (FWG) | 45,63 %           | 5            |

Die Wahlbeteiligung bei der Kommunalwahl 2021 lag mit 55,81 % unter dem niedersächsischen Durchschnitt von 57,1 %. Zum Vergleich – die Wahlbeteiligung bei der Kommunalwahl 2016 lag mit 52,89 % unter dem niedersächsischen Durchschnitt von 55,5 %. Bei der vorherigen Kommunalwahl vom 11. September 2011 lag die Wahlbeteiligung bei 54,43 %.

### Bürgermeister
Der Gemeinderat wählte das Gemeinderatsmitglied Enno Janssen (SPD) zum ehrenamtlichen Bürgermeister für die aktuelle Wahlperiode.

### Wappen
| Wappen von Halbemond | Blasonierung: „Das Wappen des Ortes zeigt in Blau einen ungesichteten goldenen Halbmond.“ |
| Wappen von Halbemond |                                                                                           |